# Автошляхи в Фінляндії

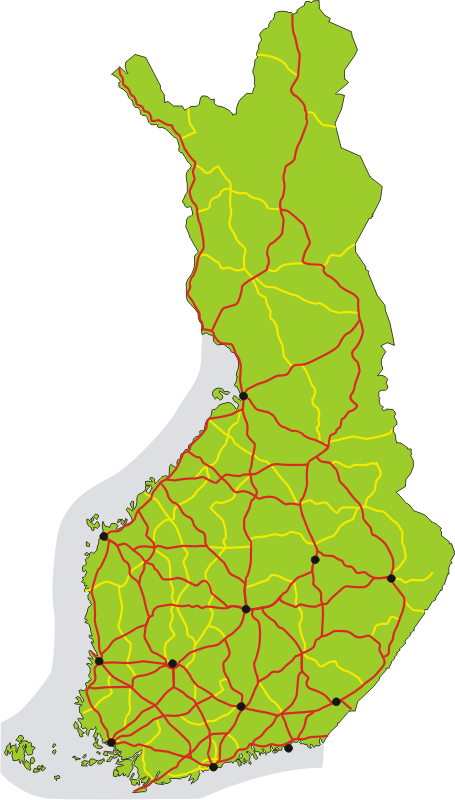
Карта автомобільних доріг у Фінляндії. І клас — червоним, ІІ — жовтим.

Карта фінських автострад

Автошляхи у Фінляндії, або магістральні дороги, включають найвищі категорії доріг у Фінляндії:
- Магістральні дороги I класу — фін. valtatiet; швед. riksvägar — під номерами 1–39, між великими містами
- Магістральні дороги II класу — фін. kantatiet; швед. stamvägar — під номерами 40–99, між обласними центрами

## Огляд
Шосе під номерами від 1 до 7 радіально відходять від столиці Гельсінкі (шосе 2, 5 і 6 відходять від 1, 4 і 7 відповідно), а шосе 8-10 радіально відходять від Турку на південно-західному узбережжі Фінляндії. Шосе 11 і 12 беруть початок у Тампере. Решта магістралей починаються від інших великих міст.
Ділянки автомагістралей між великими містами часто модернізували до автострад, наприклад між Гельсінкі та Тампере. Оскільки Фінляндія є великою та малонаселеною країною, немає причин модернізувати всі автомагістралі до автострад.
Загальна протяжність мережі автошляхів становить 926 км. Крім того, є 124 км автомобільних доріг, які призначені тільки для автомобільного руху.

## Перелік чинних магістралей

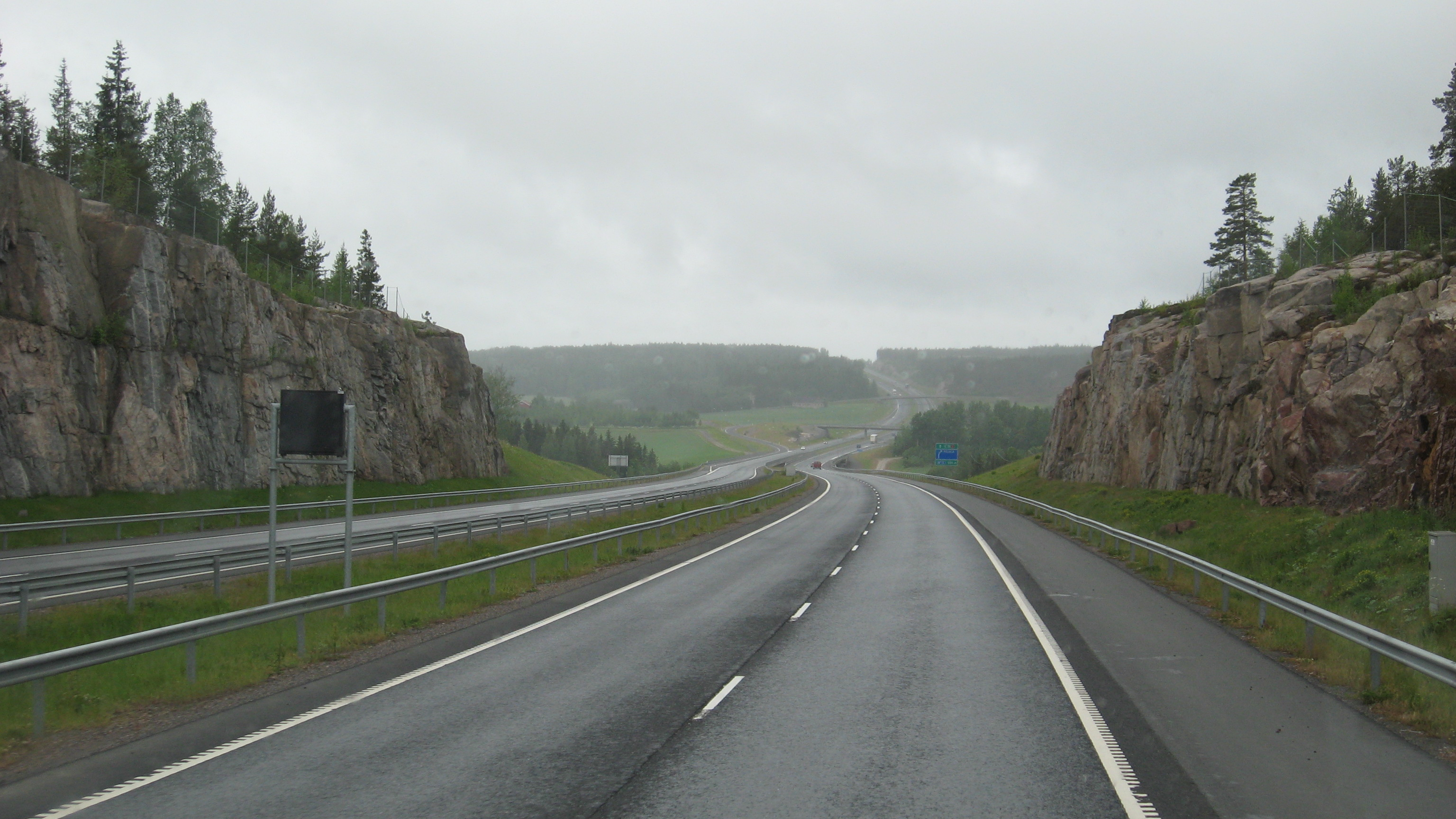
Шосе 1 біля Халікко

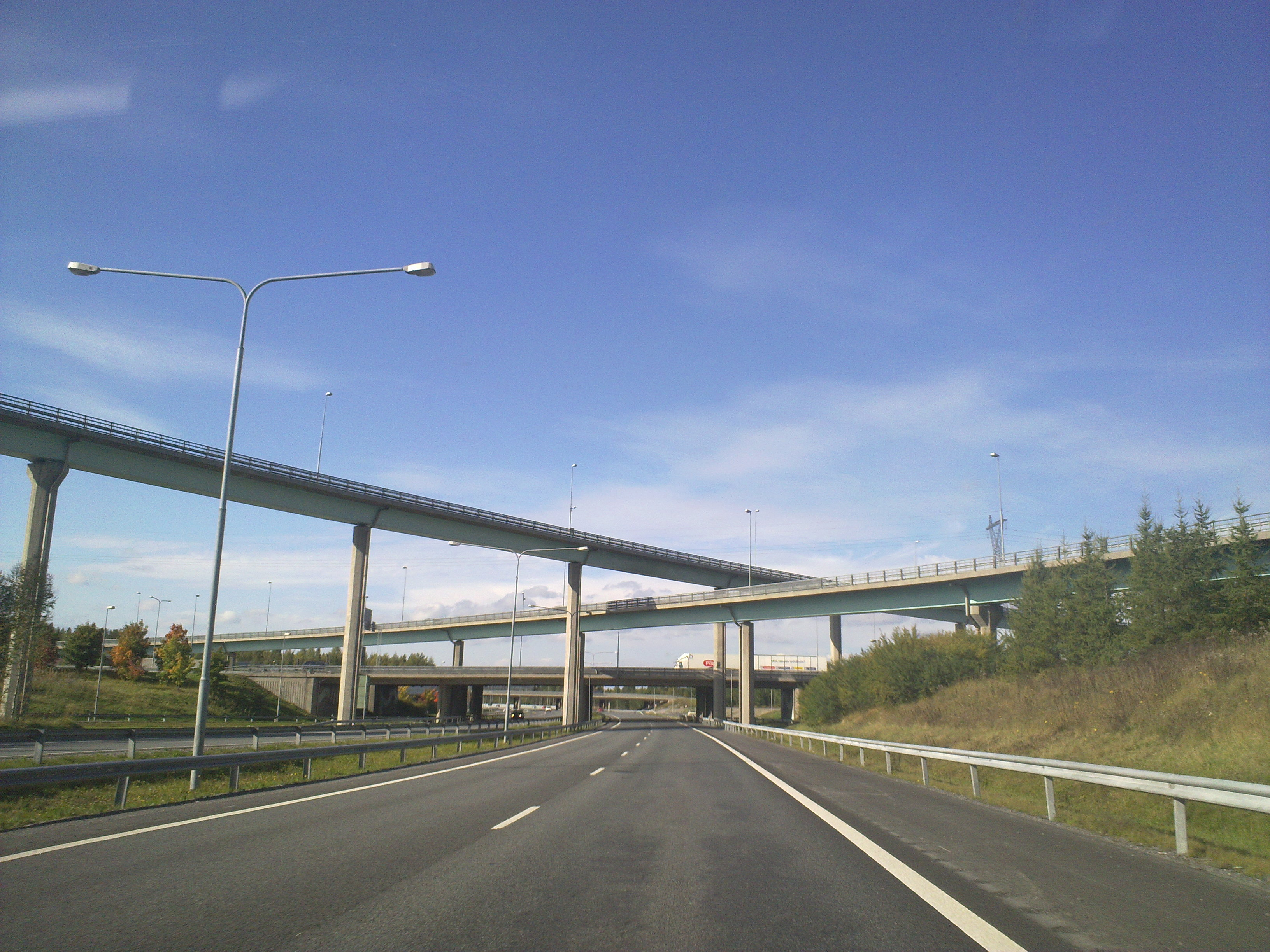
Велика транспортна розв'язка в Тампере

- Автошлях 1 Гельсінкі − Гуммела − Сало − Турку

 Гельсінкі − Турку
- Автошлях 2 Палоярві (Віхті) − Форсса − Гуйттінен − Порі

- Автошлях 3 Гельсінкі − Гямеенлінна − Тампере − Паркано − Ялас'ярві − Вааса

 Вантаа − Тампере — Юлеярві
 Гельсінгбі (Корсгольм) − Вааса
- Автошлях 4 Гельсінкі − Лахті − Гейнола − Ювяскюля − Оулу − Рованіємі − Утсйокі

 Гельсінкі − Гейнола
 Вааякоскі − Ювяскюля − Кіррі
 Лимінка − Оулу — Хаукіпудас
 Маростенмякі (Симо) − Кемі − Кемінмаа (20,9 км)
- Автошлях 5 Гейнола − Міккелі − Куопіо − Каяані − Куусамо − Кеміярві − Соданкюля

 Лусі, Гейнола (3 км)
 Вехмасмякі − Куопіо
 Куопіо − Сіілінярві
- Автошлях 6 Коскенкюля (Ловійса) − Коувола − Лаппеенранта − Йоенсуу − Каяані

 Мансіккала − Каукопя (Іматра)
 Рейола − Кьопікангас (Йоенсуу) (10,8 км)
- Автошлях 7 Гельсінкі − Порвоо − Котка − Ваалімаа (Віролахті)

 Гельсінкі − Котка − Ваалімаа
- Автошлях 8 Турку − Порі − Вааса − Нюкарлебю − Коккола − Лімінка

 Турку − Нусіайнен
 Korsholm − Вааса (спільно з Автошляхом 3)
- Автошлях 9 Турку − Лоймаа − Тампере − Ювяскюля − Куопіо − Йоенсуу − Тохмаярві

 Турку − Ліето
 Віяла − Тампере
 Куопіо − Сіілінярві (частина Valtatie 5)
 Юлямюллю (Ліпері) − Рейола (Йоенсуу) (21 км)
- Автошлях 10 Турку − Форсса − Гямеенлінна − Туулос
- Valtatie 11 Нокіа − Порі
- Valtatie 12 Раума − Гуйттінен − Тампере − Лахті − Коувола

 Тампере − Nokia
- Автошлях 13 Nuijamaa − Лаппеенранта − Міккелі − Ювяскюля − Кюуярві − Коккола
- Автошлях 14 Юва − Савонлінна − Пункахарью − Паріккала
- Автошлях 15 Котка − Коувола − Міккелі
- Автошлях 16 Ylistaro − Лапуа − Кюуярві
- Автошлях 17 (припинено) Куопіо − Оутокумпу − Йоенсуу (2010)[3]
- Автошлях 18 Ювяскюля − Петяйявесі − Егтярі − Алавус − Seinäjoki − Ylistaro − Laihia − Вааса
- Valtatie 19 Jalasjärvi − Сейняйокі − Нюкарлебю
- Автошлях 20 Оулу − Пудас'ярві − Taivalkoski − Куусамо
- Автошлях 21 Торніо − Пелло − Муоніо − Кілпіс'ярві
- Автошлях 23 Оулу − Утаярві − Контіомякі
- Автошлях 23 Порі − Канкаанпяа − Ювяскюля − Варкаус − Йоенсуу
- Автошлях 24 Лахті − Padasjoki − Ямся
- Автошлях 25 Ганко − Лог'я − Гювінкяа − Mäntsälä

 Lohjanharju − Lohja (частина Автошляху 1)
- Автошлях 26 Гаміна − Луумякі
- Автошлях 27 Калайокі − Юлівієска − Гаапаярві − Ійсалмі
- Автошлях 28 Коккола − Нівала − Майнуа
- Автошлях 29 Торніо − Кемінмаа

- Автошлях 2 Нуммі − Сомеро − Лоймаа − Гуйттінен
- Автошлях 3 [a] Клауккала − Лоппі − Янаккала − Гямеенлінна − Пелкяне − Тампере
- Valtatie 4 Гельсінкі − Гювінкяа − Лахті − Padasjoki − Jyväskylä − Ivalo − Kaamanen − Karigasniemi
- Автошлях 6 Іматра − Сортавала
- Valtatie 7 Ваалімаа − Виборг
- Автошлях 9 Аура − Гуйттінен − Тампере − Канґасала − Орівесі
- Автошлях13 Лаппе − Виборг
- Автошлях 14 Паріккала − Виборг
- Автошлях 15 Виборг − Сестра
- Автошлях 17 Куопіо − Йоенсуу
- Автошлях 18 Сортавала − Каяані
- Автошлях 19 Ійсалмі − Pulkkila

## Кільця

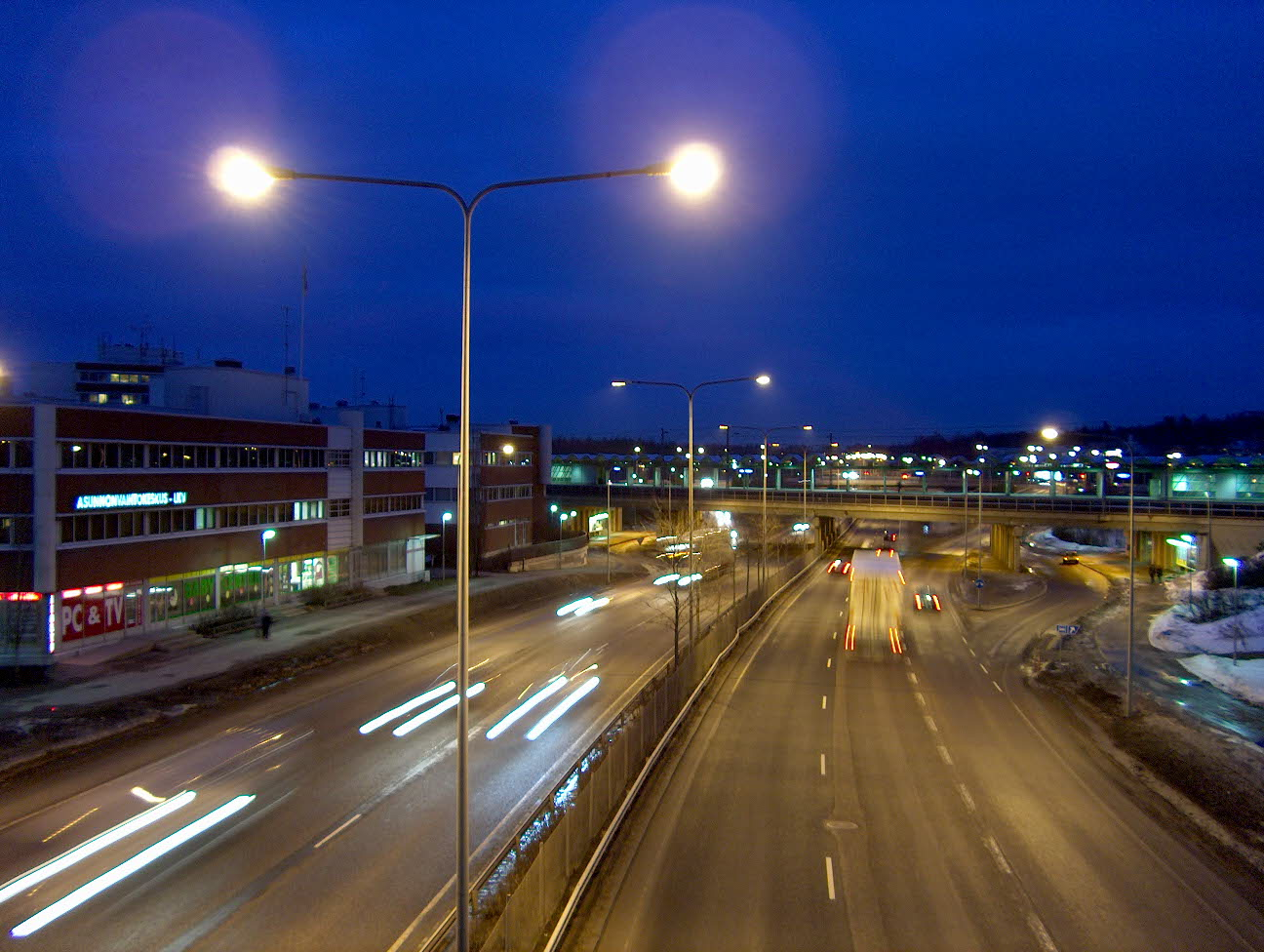
Кільце I (Kehä I) у Пукінмякі, північному районі Гельсінкі

- Кільце І
- Кільце II
- Кільце III
- Кільцева дорога Тампере
- Кільцева дорога Турку

## Шосе на Аландських островах
- Аландське шосе 1
- Аландське шосе 2
- Аландське шосе 3
- Аландське шосе 4